# Sericocoma nelsii
Sericocoma nelsii är en amarantväxtart som beskrevs av Schinz. Sericocoma nelsii ingår i släktet Sericocoma och familjen amarantväxter. Inga underarter finns listade i Catalogue of Life.